# Kristian Frisch
Kristian Peter Johannes Ansgar Frisch (8 de julho de 1891 — 7 de dezembro de 1954) foi ciclista dinamarquês que participava em competições de ciclismo de estrada, um dos atletas que defendeu as cores da Dinamarca nos Jogos Olímpicos de 1920, em Antuérpia.